# Денница
Денни́ца — в славянской мифологии персонифицированный образ
утренней звезды, возвещающей начало дня (или полуденной, утренней зари). В настоящее время — устаревшее название последней «утренней звезды», гаснущей на небе, планеты Венеры.
Аналог Денницы в древнегреческой мифологии — Фосфор, в римской — Люцифер.

## Другие названия
Деница, Зоряни́ца, Утренница, Светлусса, иногда — Чиги́рь-звезда; бел. Зарні́ца, Зарані́ца; болг. Зорни́к, Саба́лската звезда; серб. Даница, Зорњача, Воларица, Воларка, Волоранка; пол. Jutrzenka, морав.  Krasopani.

## Этимология
Денница
Слово заимствовано из старославянского языка. Ст.-сл. дьньица образовано от прилагательного дьньнъiи «дневной» с помощью суф. -ица.
Зоряница
Слово произошло от «зоря». Вероятно ст.‑слав. зорѩ (праслав. *zor’a), и дьньица (праслав. *dьnьnica < *dьnь) означали и «зарю», и «звезду». Ср. укр. за́ря, зоря́ — «звезда, заря»; болг. зора́ — «утренняя звезда, утренняя заря».
Чигирь-звезда
В древнерусских памятниках этим именем называют и Венеру, и комету с хвостом. Существует несколько версий происхождения названия. Возможно, лексема заимствована из др.-евр. Zohar‬ (Цигр) — название Венеры, ср. названия Венеры в польских и словенских говорах: żydowska gwiazda, židovska zvezda. Ю. А. Карпенко полагает, что первоисточником было арабское название Венеры — Зухра, то есть «блестящая». Вместе с тем в русских диалектах встречается слово чига, что означает «подзывание овец» (звукоподражание), а отсюда одно из названий овцы — чигара.
Овчарица
Н. Ивашина отмечает название «пастушья звезда»: в.-луж. wowčerska  hwězda, болг. овчарска звезда, шилигарска звезда (от шиле «баран»), серб. овчарица, словен. ovčarica. Тюркские народы также называют Венеру «пастушьей звездой», так как с её появлением пастухи выгоняют скот на пастбище.
Воларица
Сербские «воловьи» названия Воларица, Воларка, Волоранка связаны с утренним выгоном волов пахать землю.

## В мифологии
В славянской мифологии Денница выступает как мать, дочь или сестра солнца, возлюбленная месяца, к которому её ревнует солнце (мотив «небесной свадьбы», характерный и для балтийской мифологии, ср. Аушра). В сербских народных песнях упоминается как сестра солнца или месяца, иногда как солнцева дочь, Кралевич Марко называет Денницу названной сестрой. В одной сербской сказке солнце представляется прекрасным юношей, который сидит на престоле, а около него стоят две пленительные девицы: Утренница и Вечерница.
Денница предвещает восход солнца, ведёт солнце на небо и тает в его ярких лучах. Под утро Денница светит ярче всех, помогает месяцу.

…А от косарей по Становищу души усопших — из звезд светлее светлых, охраняя пути солнца, повели Денницу к восходу— Ремизов А. М. К Морю-Океану
У русских известны были приметы, связанные с Денницей, или Чигирь-звездой:

Аще кто добр горазд и разумеет месячному нарождению, той видит и кий круг ведает сия звезда Чигирь. Аще кому ехати, или идти куда, или селиться, смотри, на которую сторону та звезда стоит: аще она станет противу, и ты противу её не езди никуды. Во дни 1, 11 и 21 стоит Чигирь на востоце, и ты храмины не ставь, на дворе главы своей не голи. Во дни 2, 12, 22 стоит Чигирь меж востоком и полуднем, и ты с женою не спи; ино рождённое будет курчя и бесплодно. Во дни 3, 13, 23 стоит Чигирь на полудни, и ты в те дни в полдни не купайся, в баню не ходи: изойдешь лихом, или учинится переполох.— Сказания русского народа, собранные Иваном Петровичем Сахаровым

## В Библии
В церковнославянских и синодальном переводах Библии (Ис. 14:12) слово «денница», как синоним утренней звезды, встречается лишь однажды и относится к царю Вавилонскому, с целью показать его славу и блеск, подобные сиянию утренней звезды. В библейском тексте пророк Исаия (VII век до н. э.) восклицает: «как упал ты с неба, денница, сын зари, разбился об землю, попиравший народы». Однако раннехристианский толкователь Тертуллиан (III век) и некоторые другие полагали, что данная фраза относилась к падению с неба сатаны.

### Рекомендуемая литература
- Денница // Иллюстрированная полная популярная Библейская Энциклопедия
- Чигирь // Толковый словарь живого великорусского языка : в 4 т. / авт.-сост. В. И. Даль. — 2-е изд. — СПб. : Типография М. О. Вольфа, 1880—1882.
- Чигирь // Этимологический словарь русского языка = Russisches etymologisches Wörterbuch : в 4 т. / авт.-сост. М. Фасмер ; пер. с нем. и доп. чл.‑кор. АН СССР О. Н. Трубачёва, под ред. и с предисл. проф. Б. А. Ларина [т. I]. — Изд. 2-е, стер. — М. : Прогресс, 1986—1987.
- Danica i Zora, astralne božice u slavenskih naroda // Franjo Ledić Mitologija slavena (серб.)